# Stadio Friuli

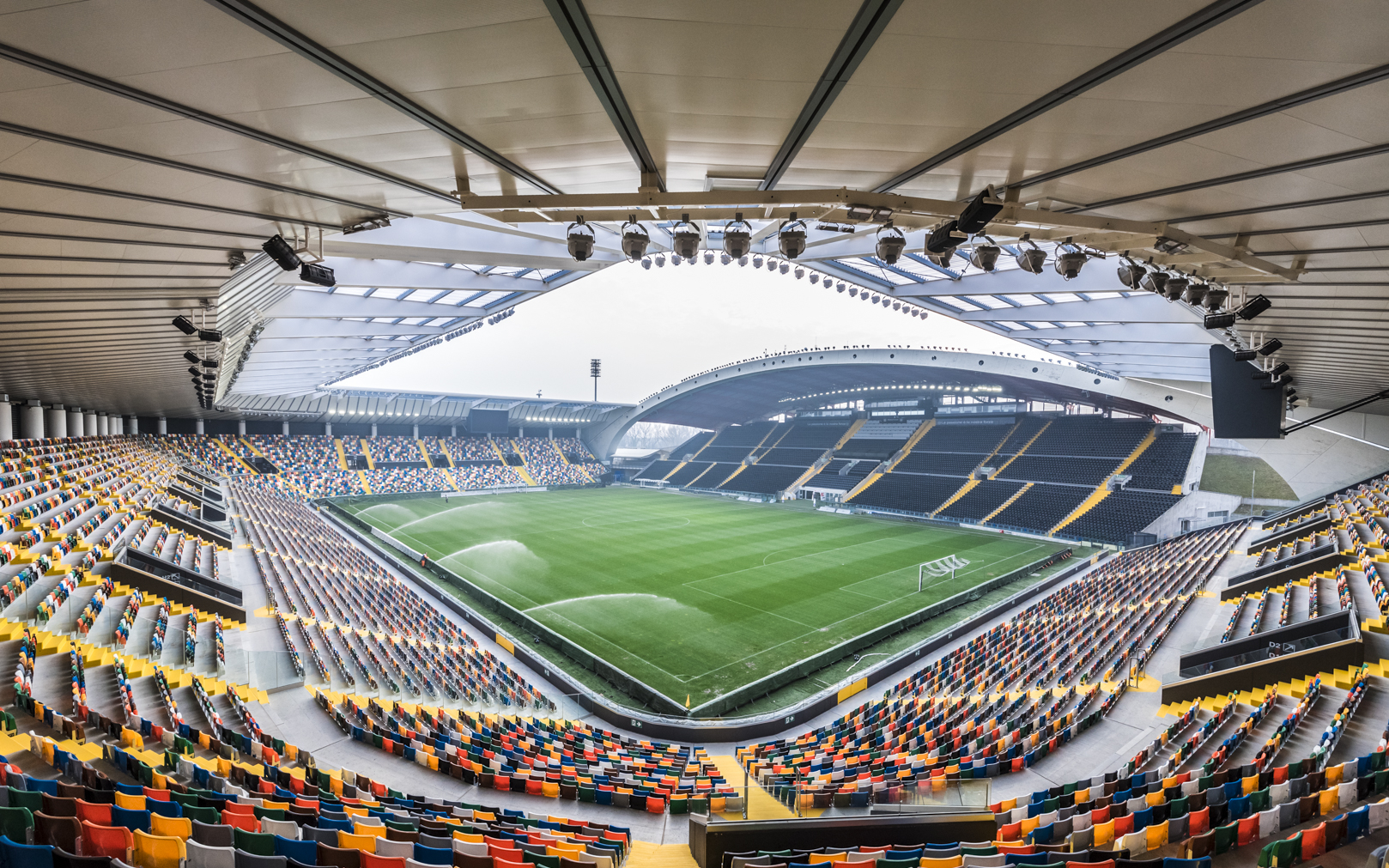
Stadio Friuli

Stadio Friuli är en fotbollsstadion i Udine i Italien. Det är hemmaarena för Udinese Calcio och det har en publikkapacitet på 25 144 åskådare. På grund av sponsoravtal är den även känd som Dacia Arena.